# Séileu
Séileu est une localité de l'ouest de la Côte d'Ivoire et appartenant au département de Danané, dans la Région des Dix-Huit Montagnes. La localité de Séileu est un chef-lieu de commune.